# Шведский гамбит
Шве́дский гамби́т — гамбитное продолжение голландской защиты, возникающее после ходов: 
 1. d2-d4 f7-f5 
 2. Кb1-c3 Кg8-f6 
 3. g2-g4.
На Западе данное начало известно под названием «Гамбит Шпильмана».
Дебют был предложен шведскими шахматистами в начале XX века, одним из первых на практике его применил австрийский шахматист Рудольф Шпильман (см. примерную партию № 1). В дальнейшем, однако, гамбит распространения не получил и в современной шахматной практике почти не встречается.
По своему идейному содержанию дебют схож с гамбитом Крейчика: белые стремятся ослабить влияние противника на центр. От гамбита Крейчика данное начало отличается наличием ходов Кb1-c3 Кg8-f6, вследствие чего у чёрных появляется дополнительная возможность забрать белую пешку конём. Продолжение 3. …Кf6:g4 современная теория считает наиболее перспективным для чёрных.

## Варианты
- 3. …f5:g4
- 3. …d7-d5
- 3. …Кf6:g4! 4. e2-e4 e7-e6
  - 5. h2-h3
    - 5. …Кg4-f6 6. e4-e5 Кf6-g8
    - 5. …Фd8-h4!? 6. Фd1-e2

  - 5. e4-e5?!
    - 5. …g7-g6
    - 5. …Фd8-h4

## Примерные партии
Шпильман — Мизес, Берлин, 1920
1. d2-d4 f7-f5 2. Кb1-c3 Кg8-f6 3. g2-g4 d7-d5 4. g4-g5 Кf6-e4 5. Кc3:e4 f5:e4 6. f2-f3 Сc8-f5 7. Сf1-g2 e7-e6 8. f3:e4 d5:e4 9. Сc1-e3 Сf8-e7 10. Фd1-d2 Кb8-a6 11. Кg1-h3 Кa6-b4 12. c2-c4 c7-c5 13. d4:c5 Фd8-a5 14. 0—0 Сe7:c5 15. Лa1-d1 0—0 16. a2-a3 Лa8-d8 17. Фd2-c3 Фa5-b6 18. Сe3:c5 Фb6:c5+ 19. Крg1-h1 Кb4-c6 20. b2-b4 Фc5-e5 21. Фc3-e3 Кc6-d4 22. Кh3-f2 Кd4-c2 23. Фe3-b3 e4-e3 24. Кf2-d3 Сf5:d3 25. Лd1:d3 Лf8:f1+ 26. Сg2:f1 Лd8-f8 27. Лd3-d1 Лf8-f2 28. Сf1-g2 Фe5:g5 29. Лd1-g1 Кc2-d4 30. Фb3-a4 Фg5-e5 31. Лg1-d1 h7-h6 32. Фa4:a7 Лf2:g2 33. Крh1:g2 0-1. Забрав ладью, белые после 33. …Фe5-e4+ попадают в матовую сеть. Возможные продолжения:
- 34. Крg2-f1 Фe4-h1×.
- 34. Крg2-g1 Кd4:e2+ 35. Крg1-f1 Фe4-f3+ 36. Крf1-e1 Фf3-f2×.
- 34. Крg2-g3 Кd4:e2+ 35. Крg3-h3 Фe4-f3+ 36. Крh3-h4 g7-f5×.
- 34. Крg2-h3 Фe4-f5+ 35. Крh3-h4 Фf5-g5+ 36. Крh4-h3 Фg5-h5+ 37. Крh3-g3 Кd4:e2+ 38. Крg3-g2 Фh5-g4+ 39. Крg2-f1 Фg4-f3+ 40. Крf1-e1 Фf3-f2×.

Риль — Миттермайер, Бавария, 2000
1. d2-d4 f7-f5 2. Кb1-c3 Кg8-f6 3. g2-g4 d7-d5 4. g4-g5 Кf6-e4 5. Сc1-f4 c7-c6 6. e2-e3 e7-e6 7. Кc3:e4 f5:e4 8. f2-f3 e4:f3 9. Кg1:f3 Фd8-b6 10. Сf1-d3 Фb8-b4+ 11. Кf3-d2 Сf8-e7 12. 0—0 Кb8-a6 13. Фd1-h5+ g7-g6 14. Сd3:g6+ Крe8-d8 15. Кd2-f3 Сf8-g7 16. Сg6:h7 Сd7-e8 17. g5-g6 Лh8-f8 18. Фh5-g4 Кa6-c7 19. h2-h4 Сe8-d7 20. Кf3-e5 Кс7-e8 21. h4-h5 Кe8-f6 22. Фg4-h4 Крd8-c8 23. h5-h6 1-0.